# Reggio Calabria
Reggio Calabria ili Reggio di Calabria najveći je grad i najnaseljenije upravno područje Kalabrije u Italiji. 
Reggio se nalazi na "prstima" Apeninskoga poluotoka, a od otoka Sicilije odvojen je Mesinskim tjesnacem. Smješten je na obroncima Aspromontea, dugoga, krševitoga planinskoga lanca koji prolazi središtem regije. Kao treće gospodarsko središte kopnene južne Italije, sam grad, ima više od 200 000 stanovnika, prostire se na 236 četvornih kilometara, dok brzorastuće urbano područje broji 260 000 stanovnika. Oko 560 000 ljudi živi na širem gradskom području. 
Tijekom njegove bogate povijesti, grad je često mijenjao imena. Zvao se i Reggio ili Regio, a nazvan je Reggio Calabria, da se razlikuje po imenu od drugoga talijanskoga grada, koji se nazvan Reggio Emilia.
Kao glavni funkcionalni pol u regiji, ima snažne povijesne, kulturne i gospodarske veze s gradom Messinom, koji leži preko tjesnaca na Siciliji, tvoreći metro grad s manje od milijun ljudi.
Reggio Calabria najstariji je grad u regiji, a tijekom antičkih vremena bio je važna i cvjetajuća kolonija Magna Graecia. Reggio Calabria ima moderan urbani sustav, postavljen nakon katastrofalnog potresa 1908. godine, koji je uništio veći dio grada. Regija je bila često podvrgnuta potresima.
Glavno je gospodarsko središte za regionalne usluge i promet na južnoj obali Sredozemlja. Reggio Calabria s Napuljem i Tarantom, dom je jednog od najvažnijih arheoloških muzeja, prestižnog Nacionalnog arheološkog muzeja Magna Græcia, posvećenog staroj Grčkoj (u kojem se nalaze dva grčka brončana kipa ratnika, vjerojatno pala s nekoga broda; ostatci brodoloma nisu otkriveni. Kipovi nose obilježja prijelaza arhaičnoga u rani klasični stil (V. st. pr. Kr.). Pretpostavlja se da su se prvotno nalazili u Delfima. Od znamenitosti ističe se i Katedrala Uznesenja Blažene Djevice Marije.
Središte grada, koje se sastoji uglavnom od zgrada iz doba secesije, linearno se razvija uz obalu s paralelnim ulicama, a šetnica je prošarana magnolijama i egzotičnim palmama. Za Reggio Calabriju često se koriste nadimci: "Grad bronce", prema brončanim kipovima, koji su svjedočanstvo njegovog grčkoga podrijetla; "grad bergamota" (vrsta citrusa), koji se isključivo uzgaja u regiji; i "grad fatamorgana", optički fenomen vidljiv u Italiji samo s mora kod ovoga grada. 